# Durón
Durón – gmina w Hiszpanii, w prowincji Guadalajara, w Kastylii-La Mancha, o powierzchni 23,32 km². W 2011 roku gmina liczyła 117 mieszkańców.